# پادشاه یوریه
پادشاه یوریه (به کره‌ای: 유례왕)، (سلطنت:۲۸۴ ~ ۲۹۸ میلادی)؛ چهاردهمین پادشاه شیلا یکی از سه پادشاهی کره بود. او از خاندان سوک و پسر پادشاه چوبون بود و مادرش از خاندان پارک و از نوادگان پارک هیوک‌گوسه بود.
سامگوک ساگی نقل می‌کند که مادر یوریه از نور ستاره باردار شد. همچنین تهاجمات مکرر وا در طول سلطنت او و روابط نسبتاً صمیمانه با بکجه را ثبت کرده است.